# Tempe Pigott
Tempe Pigott (* 2. Februar 1869 in Queensland, Australien; † 6. Oktober 1962 in Woodland Hills, Kalifornien) war eine australische Schauspielerin.

## Leben und Karriere
Neuere Recherchen zeigten, dass Tempe Pigott bereits 1869 in Australien geboren wurde. Sie selbst benannte später für sich das Geburtsjahr 1884 und den Geburtsort London an, offenbar gab sie das spätere Geburtsjahr aus karrieretechnischen Gründen an.
Nach Bühnenerfahrungen in England trat Pigott zwischen Oktober und November 1918 in New York im Broadway-Stück Perkins auf. Ihr Filmdebüt machte sie im Jahr 1921 im Stummfilm The Great Impersonation an der Seite von James Kirkwood. Insgesamt sollte sie zwischen 1921 und 1951 in über 75 Kinofilmen spielen. Während sie in der Stummfilm- und frühen Tonfilmära meist durchaus substanzielle Nebenrollen erhielt, waren ihre Rollen ab Mitte der 1930er-Jahre in den meisten Fällen kleiner Natur und fanden keinerlei Erwähnung im Abspann.
Zu ihren filmgeschichtlich bekanntesten Rollen zählen die Mutter McTeague in Erich von Stroheims Stummfilmklassiker Gier (1924) sowie die Vermieterin von Miriam Hopkins in Rouben Mamoulians Literaturverfilmung Dr. Jekyll und Mr. Hyde (1931) nach der Vorlage von Robert Louis Stevenson. Besonders oft war Tempe Pigott als geschwätzige, nicht selten auch betrunkene oder primitiv wirkende Cockney-Frau zu sehen. Im Jahr 1933 spielte sie Sherlock Holmes’ Haushälterin Mrs. Hudson in A Study in Scarlet und die Mrs. Corney in der Charles-Dickens-Verfilmung Oliver Twist. In den 1930er-Jahren war sie auch in kleineren Rollen in mehreren Universal-Horrorfilmen zu sehen, wobei ihr Auftritt als Dwight Fryes hasserfüllte Tante leider weitestgehend aus dem Horrorklassiker Frankensteins Braut (1935) geschnitten wurde.

## Filmografie (Auswahl)
- 1921: The Great Impersonation
- 1923: Vanity Fair
- 1924: Gier (Greed)
- 1926: Der Seeräuber (The Black Pirate)
- 1926: The Midnight Kiss
- 1927: Sonnenaufgang – Lied von zwei Menschen (Sunrise)
- 1927: Seidene Strümpfe (Silk Stockings)
- 1930: Seven Days Leave
- 1931: Dr. Jekyll und Mr. Hyde (Dr. Jekyll and Mr. Hyde)
- 1932: Mord in der Rue Morgue (Murders in the Rue Morgue)
- 1932: Der Tag, an dem die Bank gestürmt wurde (American Madness)
- 1932: Wenn ich eine Million hätte (If I Had a Million)
- 1933: Kavalkade (Cavalcade)
- 1933: Oliver Twist
- 1933: Ein Mann geht seinen Weg (Looking Forward)
- 1933: A Study in Scarlet
- 1933: Mädchenraub in Wildwest (Man of the Forest)
- 1933: Dr. Bull (Doctor Bull)
- 1933: If I Were Free
- 1934: Wo ist das Kind der Madeleine F.? (Miss Fane’s Baby Is Stolen)
- 1934: Of Human Bondage
- 1934: One More River
- 1935: Der Teufel ist eine Frau (The Devil is a Woman)
- 1935: Frankensteins Braut (Bride of Frankenstein)
- 1935: Der Werwolf von London (Werewolf of London)
- 1935: Jahrmarkt der Eitelkeiten (Becky Sharp)
- 1935: I Found Stella Parrish (I Found Stella Parish)
- 1935: Flucht aus Paris (A Tale of Two Cities)
- 1936: Louis Pasteur (The Story of Louis Pasteur)
- 1936: Der kleine Lord (Little Lord Fauntleroy)
- 1936: The White Angel
- 1936: Suzy
- 1937: The Road Back
- 1938: Madame haben geläutet? (Fools for Scandal)
- 1938: Wirbelwind aus Paris (The Rage of Paris)
- 1939: Ich war ein Spion der Nazis (Confessions of a Nazi Spy)
- 1939: Der Glöckner von Notre Dame (The Hunchback of Notre Dame)
- 1940: Ihr erster Mann (Waterloo Bridge)
- 1940: Arise, My Love
- 1941: Mit einem Fuß im Himmel (One Foot in Heaven)
- 1942: Reise aus der Vergangenheit (Now, Voyager)
- 1943: Die Waise von Lowood (Jane Eyre)
- 1944: The Hour Before the Dawn
- 1945: Eine Lady mit Vergangenheit (Kitty)
- 1947: Amber, die große Kurtisane (Forever Amber)
- 1949: Lady Windermeres Fächer (The Fan)
- 1951: Schwester Maria Bonaventura (Thunder on the Hill)